# Anna Jagaciak-Michalska
Anna Jagaciak-Michalska (* 10. Februar 1990 in Zielona Góra als Anna Jagaciak) ist eine polnische Drei- und Weitspringerin. 

## Sportliche Laufbahn
2007 nahm Anna Jagaciak an den Jugendweltmeisterschaften in Ostrava im Weitsprung teil und schied dort in der Qualifikation aus. Des Weiteren nahm sie am Europäischen Olympischen Jugendfestival teil. 2008 belegte sie bei den Juniorenweltmeisterschaften in Bydgoszcz im Weitsprung den siebten Platz und schied im Dreisprung in der Qualifikation aus. Ein Jahr darauf gewann sie die Silbermedaille bei den Junioreneuropameisterschaften im serbischen Novi Sad und wurde im Dreisprung Vierte. 2011 gewann sie bei den U23-Europameisterschaften in Ostrava die Bronzemedaille im Weitsprung und belegte im Weitsprung Platz vier. Bei der Sommer-Universiade wurde sie im Weitsprung Siebte und schied im Dreisprung in der Qualifikation aus. Jedoch qualifizierte sie sich für die Weltmeisterschaften in Daegu, bei denen sie in der Dreisprungqualifikation ausschied. 2012 schied sie bei der Weitsprungqualifikation der Europameisterschaften in Helsinki aus.
2013 gewann sie die Silbermedaille im Dreisprung und belegte im Weitsprung den siebten Platz bei der Sommer-Universiade in Kasan. Bei den Weltmeisterschaften in Moskau im selben Jahr wurde sie im Dreisprung Zehnte. 2014 nahm sie an den Hallenweltmeisterschaften in Sopot teil, bei denen sie in der Dreisprungqualifikation ausschied, wie auch bei den Europameisterschaften im August. 2015 verliefen die Studentenspiele erneut erfolgreich für Jagaciak-Michalska. Im Weitsprung sicherte sie sich die Silbermedaille mit 6,57 Metern und im Dreisprung gewann sie diesmal die Bronzemedaille. 2016 verpasste sie als Vierte des Dreisprungbewerbes nur knapp eine Medaille bei den Leichtathletik-Europameisterschaften 2016 in Amsterdam. Es gelang ihr, sich für die Olympischen Spiele in Rio de Janeiro zu qualifizieren, bei denen sie im Dreisprung den zehnten Platz belegte.
Bei den Halleneuropameisterschaften 2017 in Belgrad stellte sie in der Qualifikation eine neue Bestleistung auf und beendete das Finale auf dem vierten Platz mit 14,14 m. Im Dreisprung qualifizierte sie sich für die Weltmeisterschaften in London, bei denen sie mit 14,25 m im Finale den sechsten Platz. Im Jahr darauf schied sie bei den Europameisterschaften in Berlin mit 14,01 m in der Qualifikation aus.
Jagaciak-Michalska ist mehrfache Polnische Meisterin im Weit- und Dreisprung. So gewann sie die Titel im Weitsprung im Freien 2010, 2016, 2017 und 2018 sowie 2016, 2017 und 2018 auch in der Halle. Im Dreisprung (2013, 2014 und von 2016 bis 2018 im Freien sowie von 2013 bis 2018 auch in der Halle). 2014 heiratete sie den polnischen Stabhochspringer Łukasz Michalski und startet seitdem unter dem Doppelnamen Jagaciak-Michalska.

## Persönliche Bestleistungen
- Weitsprung: 6,74 m (+1,5 m/s), 27. Juli 2010 in Barcelona
  - Weitsprung (Halle): 6,49 m, 5. März 2016 in Toruń
- Dreisprung: 14,33 m (+0,6 m/s), 8. Juli 2016 in Amsterdam
  - Dreisprung (Halle): 14,15 m, 3. März 2017 in Belgrad